# Жирардов
Жирардов или Жира̀рдув (на полски: Żyrardów) е град в Централна Полша, Мазовско войводство. Административен център е на Жирардовски окръг. Обособен е в самостоятелна градска община с площ 14,35
км2.

## География
Градът се намира в историческата област Мазовия. Разположен е на 45 километра югозападно от Варшава, на 90 километра североизточно от Лодз, на 14 километра югозападно от Гроджиск Мазовски и на 27 километра югоизточно от Сохачев.

## История
Селището е прекръстено в чест на французина Филип дьо Жирар, управител на основаната през 1833 година текстилната фабрика на братята Лубенски.
Получава градски права през 1916 година.
В периода (1975 – 1998) е част от Скерневишкото войводство.

## Население
Населението на града възлиза на 41 220 души (2010). Гъстотата е 2872,47 души/км2.

## Личности

### Родени в града
- Павел Хулка-Лясковски – полски писател и преводач
- Лешек Милер – полски политик, бивш министър-председател
- Пьотър Гонтарчик – полски политолог
- Марек Кужик – полски морски офицер, контраадмирал
- Силвестер Мачейевски – полски актьор
- Пьотър Новаковски – полски волейболист, национал
- Рафал Ратайчик – полски колоездач
- Януш Волневич – полски писател и журналист

## Градове партньори
- Таншан, Китай
- Делчево, Македония
- Трявна, България